# MOL Liga 2008/2009
MOL Liga 2008/2009 var den första säsongen av MOL Liga. Ligan bestod av 10 lag, varav sex från Ungern och fyra från Rumänien, som totalt spelade 36 omgångar i grundserien. De fyra främsta gick vidare till slutspel.

## Grundserien
|     | MOL Liga                     | SM | V  | ÖTV | ÖTF | F  | GM  | IM  | MS   | P   |
| --- | ---------------------------- | -- | -- | --- | --- | -- | --- | --- | ---- | --- |
| 1.  | Csíkszereda                  | 36 | 27 | 3   | 4   | 2  | 200 | 92  | +108 | 91  |
| 2.  | Miercurea Ciuc               | 36 | 25 | 3   | 1   | 7  | 174 | 90  | +84  | 82  |
| 3.  | Újpesti                      | 36 | 24 | 2   | 3   | 7  | 181 | 114 | +67  | 79  |
| 4.  | Budapest Stars               | 36 | 19 | 2   | 2   | 13 | 114 | 82  | +32  | 63  |
|     |                              |    |    |     |     |    |     |     |      |     |
| 5.  | DAB-Docler                   | 36 | 18 | 3   | 2   | 13 | 149 | 123 | +26  | 62  |
| 6.  | Steaua Bukarest              | 36 | 18 | 1   | 1   | 16 | 159 | 127 | +32  | 57' |
| 7.  | Ferencvárosi                 | 36 | 13 | 0   | 1   | 22 | 102 | 153 | –51  | 40  |
| 8.  | Progym Gheorgheni            | 36 | 11 | 1   | 1   | 23 | 114 | 176 | –62  | 36  |
| 9.  | Miskolci Jegesmedvék         | 36 | 3  | 1   | 2   | 30 | 71  | 193 | –122 | 13  |
| 10. | Alba Volán Székesfehérvár II | 36 | 3  | 1   | 0   | 32 | 80  | 194 | –114 | 10  |

## Slutspel

### Semifinal
- Csíkszereda – Budapest Stars 2–0 i matcher
- Miercurea Ciuc – Újpesti 2–0 i matcher

### Final
- Csíkszereda – Miercurea Ciuc 3–0 i matcher